# 5 (nombre)
Cet article concerne le nombre 5. Pour les autres significations, voir 5 (homonymie), Numéro cinq et chiffre 5.
Pour l’article ayant un titre homophone, voir Cinq.
 (janvier 2019).
Si vous disposez d'ouvrages ou d'articles de référence ou si vous connaissez des sites web de qualité traitant du thème abordé ici, merci de compléter l'article en donnant les références utiles à sa vérifiabilité et en les liant à la section « Notes et références ».
5 (cinq) est l'entier naturel qui suit 4 et qui précède 6.
Le nombre cinq correspond au nombre normal de doigts d'une main ou d'un pied humain.
Le préfixe du Système international pour 1 0005 (1015) est péta (P), et pour son inverse, 10-15, femto (f).

## Écriture
La plupart des systèmes de numération possèdent un chiffre pour signifier le nombre cinq.

Le terme « chiffre » désigne ici le signe scriptural utilisé pour écrire des nombres ou des numéros. Le terme « nombre » se réfère, quant à lui, à l’objet mathématique en tant que quantité et aux concepts qui s’y rapportent.

### Chiffre arabe
Le chiffre « cinq », symbolisé « 5 », est le chiffre arabe servant notamment à signifier le nombre cinq.
Lorsqu’il intervient dans une séquence de chiffres d’une notation positionnelle comme la numération indo-arabe, il en fixe la mantisse entière pour l’exposant de puissance implicitement fixée par le rang qu’il occupe dans la séquence.[pas clair]

### Autres chiffres actuels
Le chiffre « 5 » n'est pas le seul utilisé dans le monde ; un certain nombre d'alphabets — particulièrement ceux des langues du sous-continent indien et du sud-est asiatique — utilisent des chiffres différents, même au sein de la numération indo-arabe.
| Alphabet   | Chiffre | Alphabet  | Chiffre | Alphabet | Chiffre | Alphabet | Chiffre |
| ---------- | ------- | --------- | ------- | -------- | ------- | -------- | ------- |
| Amharique  | ፭       | Arabe     | ٥       | Bengalî  | ৫       | Birman   | ၅       |
| Devanāgarī | ५       | Gujarati  | ૫       | Gurmukhî | ੫       | Kannara  | ೫       |
| Khmer      | ໕       | Malayalam | ൫       | Oriya    | ୫       | Persan   | ۵       |
| Tamoul     | ௫       | Télougou  | ౫       | Thaï     | ๕       | Tibétain | ༥       |

## En mathématiques
Cinq est :
- le troisième plus petit nombre premier, après 2 et 3, et avant 7 ;
- l'unique nombre premier à être un jumeau avec deux autres nombres, soient 3 et 7 (cf. justification) ;
- le troisième nombre premier non brésilien, après 2 et 3, le suivant est 11 ;
- un nombre premier sexy avec 11 ;
- le premier élément d'une suite arithmétique de cinq nombres premiers de la forme 6n + 5 (où n = 0 à 4) : 5, 11, 17, 23, 29[1] ;
- l'un des six nombres chanceux d'Euler ;
- un nombre premier sûr ;
- le deuxième nombre premier de Wilson ;
- l'exposant du troisième nombre de Mersenne premier ;
- un nombre premier supersingulier ;
- un nombre de Fibonacci, de Fermat et de Pell ;
- le premier élément du triplet pythagoricien (5, 12, 13) ;
- un nombre intouchable ;
- un nombre automorphe.

Il résulte du théorème de Gauss-Wantzel que le pentagone régulier est constructible à la règle et au compas.
Cinq est un facteur premier de 10, ainsi les fractions dont le dénominateur est composé avec 5 ne fourniront pas de développement décimal illimité, à la différence de la plupart des autres nombres premiers. Lorsqu'ils sont écrits dans le système décimal, tous les multiples de 5 se terminent soit par 5, soit par 0.
Tandis que les équations polynomiales de degré inférieur ou égal à 4 peuvent être résolues par radicaux, les équations de degré 5 et supérieur ne peuvent généralement pas être résolues ainsi. C'est le théorème d'Abel-Ruffini. Ceci est relié au fait que le groupe symétrique {\displaystyle {\mathcal {S}}_{n}} est un groupe résoluble pour {\displaystyle n\leq 4\,} et non résoluble pour {\displaystyle n\geq 5\,} .
Tandis que tous les graphes avec un nombre inférieur à 4 de sommets sont planaires, il existe un graphe avec 5 sommets qui est non planaire : {\displaystyle {\mathcal {K}}_{5}}, le graphe complet avec 5 sommets.
Il existe cinq solides de Platon et cinq composés polyédriques réguliers convexes.
Un polygone de cinq côtés est appelé un pentagone. Les nombres figurés représentant des pentagones (incluant cinq) sont appelés des nombres pentagonaux. Cinq est aussi un nombre pyramidal carré.
Les puissances entières successives de 5 sont : 1, 5, 25, 125, 625, 3 125…
La formule d'Euler implique que toute carte planaire contient au moins une région possédant 5 frontières ou moins.

### Dans lessystèmes de numération
- En base 2, cinq s'écrit 101
- En base 3, cinq s'écrit 12
- En base 4, cinq s'écrit 11
- En base 5, cinq s'écrit 10
- En base 6 et dans tous les autres systèmes à base plus élevée, cinq s'écrit avec le chiffre 5.
- Dans l'alphabet grec, {\displaystyle \epsilon \,} (epsilon) possède la valeur numérique 5.
- Dans l'alphabet cyrillique, Е possède la valeur numérique 5.
- Dans l'alphabet glagolitique,  (dobro) possède la valeur numérique 5.
- Le kanji et le caractère chinois pour cinq sont tous les deux 五, et son écriture formelle en chinois est 伍 (pinyin wǔ).

### Base quinaire

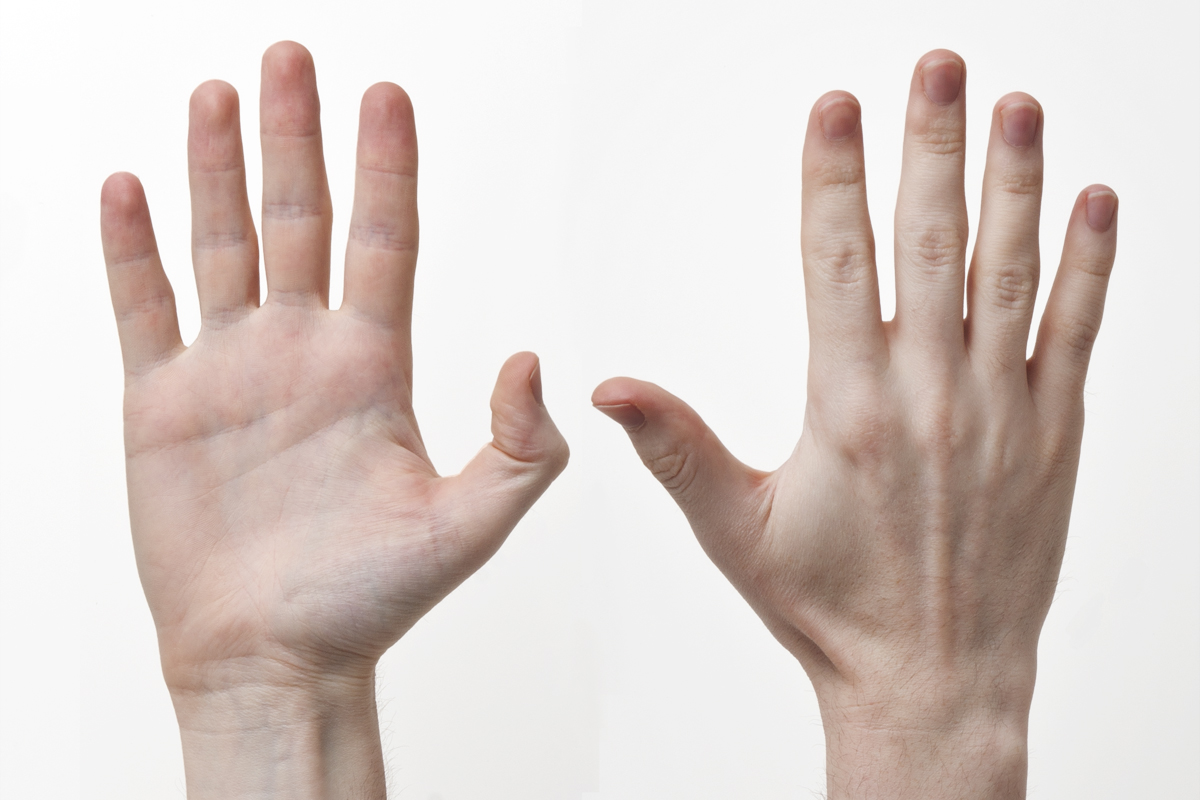
Une main = 5. Deux mains = 10.

Le système quinaire est utilisé dans un très grand nombre de langues. La main compte 5 doigts et est un outil arithmétique naturel, disponible immédiatement.
Par exemple en langue makua (famille nigéro-congolaise), 6 se dit thanu na mosa (5+1), 7 se dit thanu na pili (5+2), 8 se dit thanu na tharu (5+3), 9 se dit thanu na sheshe (5+4)

## En anthropologie
- Il existe les cinq « piliers » de base de l'Islam.
- La prière islamique a lieu cinq fois dans la journée.
- En accord avec la mythologie maya, nous sommes en train de vivre dans le cinquième monde.
- Dans la tradition orientale, il existe cinq éléments (le feu (火), l'eau (水), le bois (木), le métal (金) et la terre (土)). Les noms japonais pour les jours de la semaine du mardi au samedi proviennent de ces éléments, en référence au nom des planètes associées. En effet, le nom des jours étant un apport récent à la langue japonaise, le modèle utilisé a été calqué sur le modèle occidental (火星 kasei Mars ⇒ 火曜日 kayōbi mardi, 水星 suisei Mercure　⇒ 水曜日 suiyōbi mercredi, 木星 mokusei Jupiter　⇒ 木曜日 mokuyōbi jeudi, 金星 kinsei Vénus　⇒ 金曜日 kinyōbi vendredi et 土星 dosei Saturne　⇒ 土曜日 doyōbi samedi).
- En cantonais, cinq sonne comme le mot « pas (négation) » (symbole 唔). Ainsi, lorsque cinq apparaît devant un nombre chanceux, c.a.d. 58, le résultat est considéré comme malchanceux.

## En musique
- L'intervalle entre la fondamentale et la cinquième note s'appelle la quinte. Elle est appelée juste et elle comporte 3 tons plus 1/2 ton ou est appelée diminuée et comporte 3 tons (aussi appelée quarte augmentée). Elle est la troisième et dernière note d'un accord parfait.
- Le degré de la gamme, que l'on représente par V, est appelé Dominante.
- Le cinquième mode est appelé mixolydien.
- En utilisant la racine latine, une formation à cinq musiciens est appelée un quintette. Un de ces groupes dont le nom a célébré leur nombre se nomme les Jackson Five. (Dans un épisode de Will et Grace la star Janet Jackson déclara que 5 est un nombre mystique et c'est pour cette raison qu'elle doit avoir précisément 5 danseurs).
- Le titre des Vogues (en) « Five-o'clock World » fait référence aux heures comprises entre 9 h jusqu'à 5 h (finissant à 17 h), qui sont les heures où l'on travaille. Il existe aussi cinq jours ouvrés dans une semaine.
- Take Five est une composition à cinq temps du saxophoniste Paul Desmond écrite en 1959.
- 5 est le chiffre associé à Craig Jones du groupe Slipknot.

## Dans d'autres domaines
Cinq est :
- Le numéro atomique du bore.
- L'expression « cinq sur cinq » originaire des militaires U.S. et faisant référence aux cinq niveaux de force et de clarté du signal dans une transmission radio. Le cinquième, et plus haut niveau pour chacun étant, « Fort » et « Clair » respectivement. Ainsi « cinq sur cinq » était adapté pour définir tout ce qui est idéal.
- L'expression "cinq sur toi" originaire d'Afrique du nord, où le chiffre cinq, comme le nombre de doigts de la main protégerait du mauvais œil.
- Le nombre d'océans dans le monde, selon la classification la plus courante.
- Le nombre du premier billet en euro, où figure un pont antique.
- Le nombre de cents de $ sur un nickel, une pièce où figure le portrait de Thomas Jefferson.
- La dénomination du billet en $ où figure le portrait d'Abraham Lincoln.
- Le nombre de rayons de symétrie radiale des échinodermes et donc, le nombre de branches de la plupart des étoiles de mer (certaines, néanmoins, possèdent un multiple de 5, allant jusqu'à 45).
- Le nombre de joueurs d'une équipe de basket-ball. De plus, un joueur est exclu du terrain après avoir commis 5 fautes (6 en NBA).
- Le nombre de membres permanents dotés du droit de veto au Conseil de sécurité des Nations unies.
- Le nombre nécessaire pour faire une décision majoritaire à la cour suprême des États-Unis.
- Les cinq sens communément admis en Occident sont l'ouïe, l'odorat, la vue, le toucher et le goût.
- Les cinq goûts de base sont le doux, le salé, l'aigre, l'amer et l'umami.
- Cinq bébés nés en même temps sont nommés des quintuplés. Les quintuplés les plus célèbres ont été les Sœurs Dionne, nées en 1934.
- Le mot « quintessence » provient d'un éventuel cinquième élément qui complète les quatre éléments de base (eau, feu, air et terre). Ce concept est illustré notamment par le film Le Cinquième Élément.
- En France, cinq est le nombre de semaines de congés payés pour les salariés.
- Le nombre de points d'un quinconce (figure de points de la face 5 d'un dé).
- Le nombre de points d'un pentagramme, figure géométrique représentant une étoile à 5 branches.
- Un pentamètre est un vers à cinq pieds par ligne ; le pentamètre iambique est le plus populaire dans l'œuvre de Shakespeare.
- Tous les amphibiens, les reptiles, les oiseaux et les mammifères avec des doigts ou des orteils en ont cinq à chaque extrémité.
- L'expression argotique anglo-saxonne five-finger discount (soldes à cinq doigts) fait référence au vol à l'étalage.
- Les cinq niveaux de la douleur (lors d'un décès) sont dits être le choc, la dénégation, la colère, le désespoir et l'acceptation.
- Le Jardin de Cyrus (en) (1658) par Thomas Browne est un discours pythagoricien basé sur le nombre 5.
- Tape-m'en cinq (ou donne-m'en cinq) fait référence à une main ouverte de quelqu'un que l'on frappe en signe d'approbation.
- Le mot « punch » provient du hindi pour le mot cinq. En accord avec la définition du punch, la boisson Five Alive (en) est ainsi nommée pour ses cinq ingrédients.
- Dans la culture anglo-saxonne, quelque chose qui essaie de faire tomber une opération, ou déraille avec le système peut être appelée une « cinquième roue ».
- Le symbole des jeux olympiques possède cinq anneaux entrelacés, représentant le nombre de continents habités (selon l'un des modèles du nombre de continents).
- Le nombre de kyu (élève) grades au judo.
- Au rugby à XV, le numéro du premier deuxième ligne qui généralement saute au numéro 4 dans l'alignement en touche.
- Au baseball, cinq représente la position de la troisième base.
- La catégorie maximum de l'échelle de Saffir-Simpson quantifiant la violence des cyclones tropicaux.
- Le mandat du président de la République française dure cinq ans. Il est appelé quinquennat.
- En France, le mandat d'un député dure cinq ans.
- Dans le système scolaire français, la cinquième est la deuxième classe du collège.
- Le nombre d'années de mariage des noces de bois.
- 05 est le no  du département français des Hautes-Alpes.
- Le Club des cinq d'Enid Blyton.
- Le nombre clé de l'histoire de The Prodigies.
- Le nombre de doigts du dragon impérial chinois
- Mambo No. 5, est le titre d'un morceau de Perez Prado (repris par Lou Bega et Bad Manners)
- Le nombre de couleurs de base dans le jeu de cartes Magic : l'assemblée.
- Elle avait le nombril en forme de cinq, premier vers d'un poème cité par Alphonse Allais dans son billet Pour embêter Franc-Nohain, recueil A la Une ! 1890
- Le Pendjab est le pays des 5 rivières (Panj est la même racine que le grec pente πέντε). Les cinq rivières sont : la Beas, la Chenab, la Jhelum, le Ravi et le Sutlej.
- La Cinquième Avenue (Fifth Avenue en anglais) à New York (une des avenues les plus célèbres au monde).
- Le Pape dans le tarot divinatoire de Marseille est la carte no 5.
- Un modèle de voiture de la marque Renault.